# Bumblebee (film)
Bumblebee er en amerikansk science-fiction film fra 2018, instrueret af Travis Knight, og med Hailee Steinfield, John Cena, Peter Cullen, Justin Theroux og Angela Basett i hovedrollerne.
Filmen er den sjette i rækken af Transformers-film, og handler om figuren Bumblebee, som lander på Jorden i 1980'erne, og må have hjælp fra et menneske, for at undgå Decepticons.

## Medvirkende

### Mennesker
- Hailee Steinfield som Charlie Watson
- John Cena som Jack Burns
- Jorge Lendeborg Jr. som Guillermo Gutierrez
- John Ortiz som Dr. Powell
- Jason Drucker som Otis Watson
- Pamela Adlon som Sally Watson
- Stephen Schneider som Ron

### Robotter
- Peter Cullen som Optimus Prime
- Dylan O'Brien som Bumblebee
- Angela Bassett som Shatter
- Justin Theroux som Dropkick